# Stopover in Dubai
Stopover in Dubai é um documentário curto que utiliza imagens encontradas para reconstruir o assassinato de Mahmoud al-Mabhouh, uma figura-chave do Hamas, morto em um hotel em Dubai em janeiro de 2010. O documentário é baseado em imagens de câmeras de segurança fornecidas pelo Serviço de Segurança do Estado de Dubai, que capturam a operação meticulosa realizada por uma equipe de 26 assassinos, supostamente agentes do Mossad, que planejou e executou o crime.

## Enredo
Chris Marker, um renomado cineasta francês conhecido por obras como La Jetée e Sans Soleil, transformou essas imagens brutas em uma peça visual impactante. Ele substituiu o som original por uma composição atmosférica de Henryk Górecki, interpretada pelo Kronos Quartet, criando uma tonalidade sombria e suspense. A narrativa se desenrola sem diálogos ou comentários, mostrando apenas imagens silenciosas e rotineiras de pessoas caminhando pelos lobbies dos hotéis, esperando elevadores ou passeando pela cidade.

## Produção e Estilo
O documentário é um exemplo de found footage, onde materiais brutos — neste caso, as imagens de câmeras de segurança — são usados em sua forma original, com mínima edição ou reencenações. A principal intervenção de Marker foi adicionar a trilha sonora de Górecki, realizado pelo Kronos Quartet, para criar uma atmosfera mais profunda e imersiva. A falta de diálogo ou narração intensifica a natureza fria e metódica da operação.
Stopover in Dubai contrasta as imagens aparentemente mundanas — pessoas comuns vivendo seu dia em ambientes urbanos — com o conhecimento de que, sob essas atividades rotineiras, há um assassinato cuidadosamente planejado. A atenção aos detalhes nas imagens, como disfarces, mudanças de identidade e o comportamento metódico dos assassinos, revela a complexidade da missão secreta.

## Contexto Histórico
O assassinato de Mahmoud al-Mabhouh ocorreu em 19 de janeiro de 2010, em um quarto de hotel de luxo em Dubai. Al-Mabhouh era um jogador chave no Hamas, responsável pela logística de armas e operações militares. Sua morte é amplamente atribuída ao Mossad, a agência de inteligência israelense, embora ele tivesse diversos outros inimigos na região. A operação envolveu agentes que usaram identidades falsas de múltiplas nacionalidades, além de disfarces como perucas e equipamentos esportivos, permitindo que se infiltrassem no hotel e saíssem sem levantar suspeitas imediatas.
Após a descoberta do corpo de al-Mabhouh, as autoridades de Dubai liberaram as imagens das câmeras de segurança que documentaram os movimentos dos assassinos antes e depois do assassinato, e essas imagens se tornaram a base para o documentário de Marker.

## Trilha Sonora
A trilha sonora de Henryk Górecki, conhecida por seu tom melancólico e contemplativo, desempenha um papel fundamental na atmosfera do filme. Interpretada pelo Kronos Quartet, a música intensifica a carga emocional do documentário, enfatizando o contraste entre as imagens calmas e a violência subjacente.

## Recepção e Impacto
Stopover in Dubai foi elogiado pela crítica como uma obra perturbadora e provocativa. Apesar de sua curta duração, o filme deixou uma impressão duradoura ao combinar imagens reais com a abordagem artística minimalista de Marker. Levanta questões importantes sobre a vigilância moderna, a ética das operações clandestinas e o poder das imagens na formação de narrativas.
O filme estreou de forma discreta em um site pseudônimo chamado Gorgomancy, surpreendendo muitos admiradores de Marker. Apesar de seu tema politicamente sensível, o documentário foi recebido como uma obra de arte contemplativa, em vez de uma declaração política direta.

## Elenco
- Chris Marker como Diretor
- Mahmoud al-Mabhouh como Vítima
- Alexandre Reis como Figura
- Byel como Figura

## Links Externos
- Stopover in Dubai. no IMDb.